# 小行星2007
小行星2007（2007 McCuskey）是一颗围绕太阳公转的小行星。1963年9月22日，印第安纳大学在摩根县发现了此天体。
該小行星以美國數學家西德尼·威爾考克斯·麥卡斯基命名。
这颗小行星的绝对星等为185.5181167577158等。